# Olaf Lehne

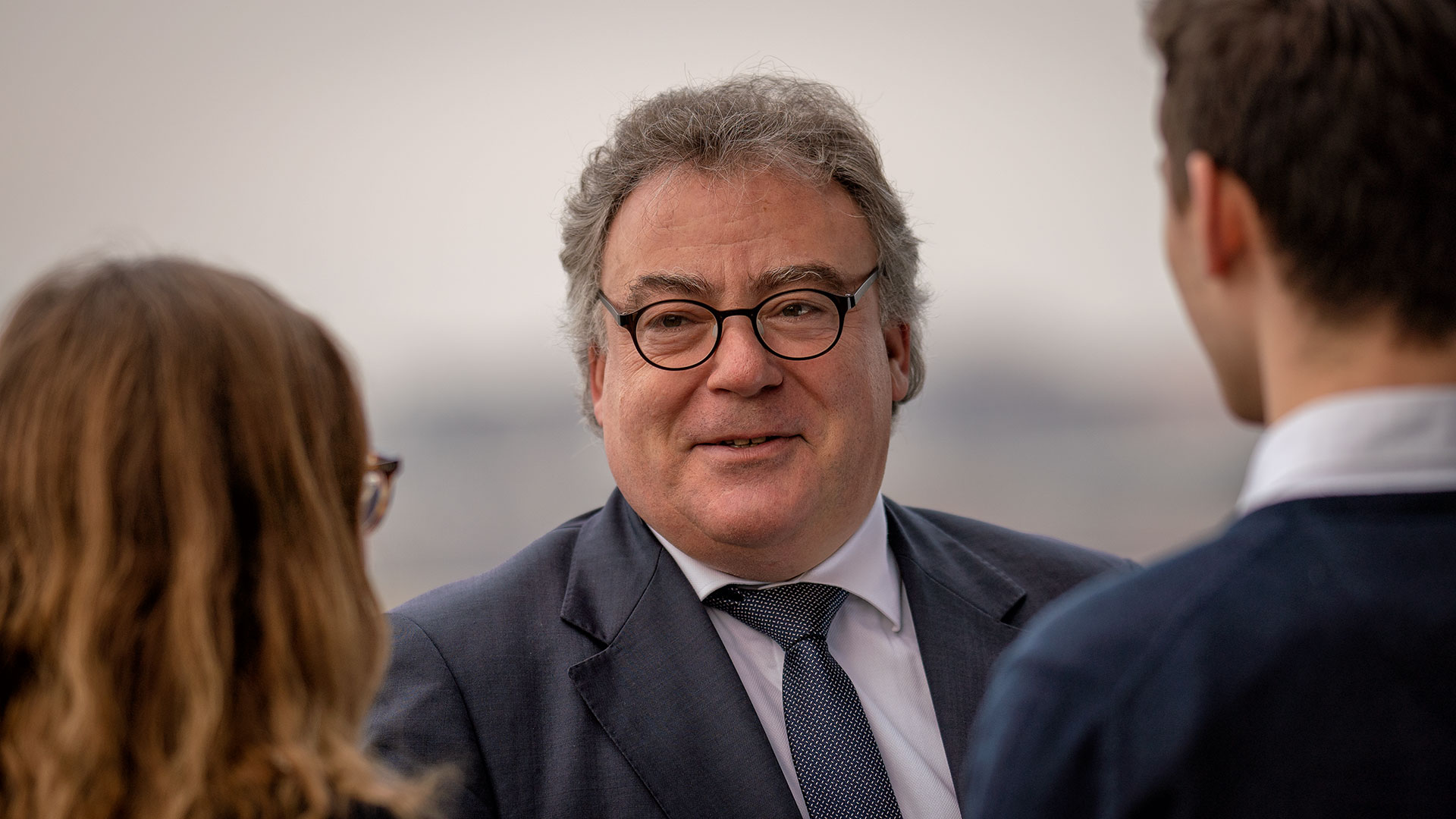
Olaf Lehne (2019)

Olaf Lehne (* 10. Januar 1962 in Duisburg) ist ein deutscher Politiker (CDU). Er ist seit dem 14. Mai 2017 direkt gewählter Abgeordneter des Landtags von Nordrhein-Westfalen für den Landtagswahlkreis Düsseldorf I und wurde bei der Landtagswahl 2022 als Abgeordneter bestätigt. Lehne gehörte dem Landtag NRW bereits vom 8. Juni 2005 bis zum 13. Mai 2012 an.

## Leben
Lehne ist Sohn eines Rechtsanwalts und einer Richterin und machte im Jahr 1983 das Abitur am Düsseldorfer Lessing-Gymnasium. Im Anschluss studierte er bis 1989 an den Universitäten Freiburg und Köln Jura. Nach dem Ersten Staatsexamen im Jahr 1989 war er neben seinem Referendariat von 1990 bis 1995 Geschäftsführer einer GmbH und absolvierte 1994 das Zweite Staatsexamen.
Seit 1994 arbeitet er als selbständiger Rechtsanwalt in einer Düsseldorfer Innenstadt-Kanzlei. Daneben ist er stellvertretendes Verwaltungsratsmitglied der Stadtsparkasse Düsseldorf. Lehne ist verheiratet und hat zwei Töchter, die Familie lebt in Düsseldorf. Sein älterer Bruder ist der Politiker und ehemalige Präsident des Europäischen Rechnungshofes, Klaus-Heiner Lehne.

## Politik
Lehne wurde 1976 Mitglied der Jungen Union, 1978 dann Mitglied der CDU und 1981 Beisitzer im Vorstand des CDU-Kreisverbandes Düsseldorf. Seit 2009 fungiert Lehne als Justiziar des CDU-Kreisverbandes Düsseldorf.

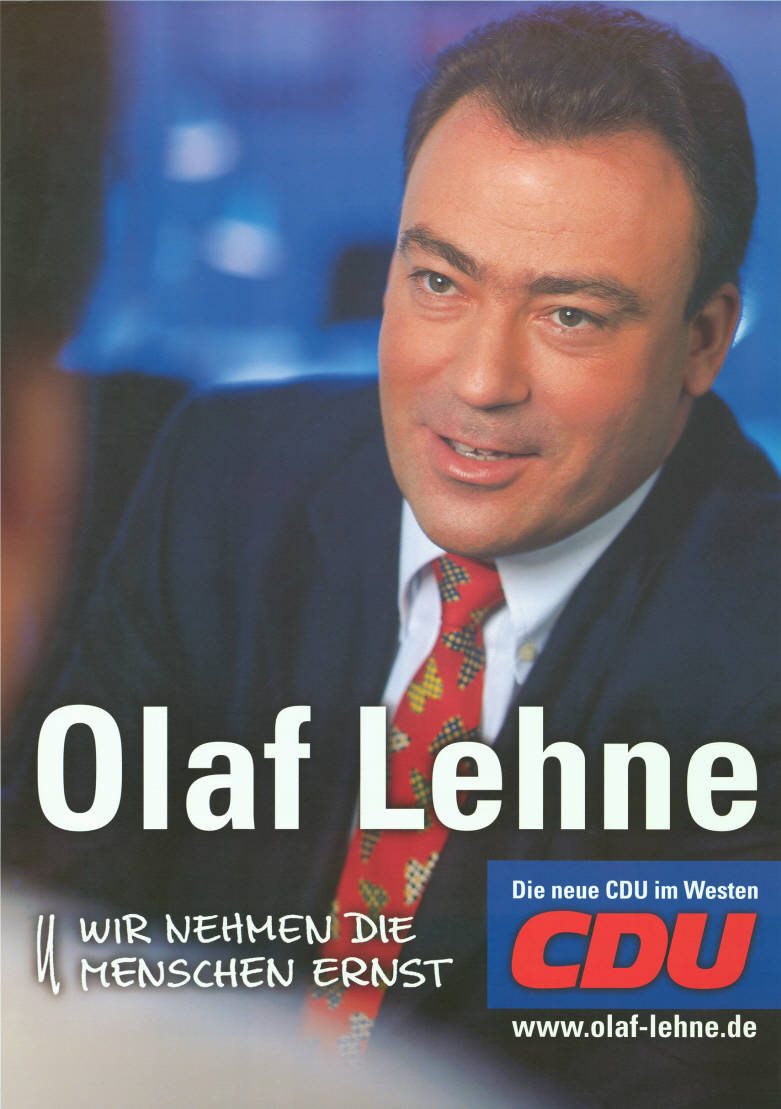
Olaf Lehne auf einem Landtagswahlplakat 2000

Ab 1989 bis 2005 war er Ratsherr im Rat der Stadt Düsseldorf. 2014 wurde Lehne erneut in den Rat der Stadt Düsseldorf gewählt. Sein Mandat übte Lehne bis Juli 2017 aus.
Bei der Landtagswahl in Nordrhein-Westfalen im Mai 2005 wurde Lehne in den nordrhein-westfälischen Landtag für Düsseldorf-Mitte und -Nord gewählt. In der 14. Legislaturperiode (2005–2010) des Landtages NRW war Lehne ordentliches Mitglied im Ausschuss für Bauen und Verkehr, im Rechtsausschuss, von 2006 bis 2010 in der Vollzugskommission des Rechtsausschusses und von 2007 bis 2008 gehörte er dem Parlamentarischen Untersuchungsausschuss I „JVA Siegburg“ an. Von 2005 bis 2009 war er Mitglied im Ausschuss für Arbeit, Gesundheit und Soziales und von 2009 bis 2010 Mitglied im Petitionsausschuss.
In der 15. Legislaturperiode (2010–2012) war Lehne stellvertretender Vorsitzender des Ausschusses für Bauen, Wohnen und Verkehr, Mitglied im Rechtsausschuss, dort Mitglied der Vollzugskommission, Mitglied im Haupt- und Medienausschuss sowie von 2011 bis 2012 Mitglied in der Enquete-Kommission „Wohnungswirtschaftlicher Wandel und neue Finanzinvestoren auf den Wohnungsmärkten in NRW“.
In der 17. Legislaturperiode des Landtags NRW seit 2017 wurde Lehne ordentliches Mitglied im Haushalts- und Finanzausschuss und im Verkehrsausschuss. Er ist Sprecher der Fraktion für Haushalt und Finanzen. In der 17. Wahlperiode war er stellvertretender Vorsitzender des Unterausschuss Personal sowie Sprecher der CDU-Landtagsfraktion im Parlamentarischen Untersuchungsausschuss II „Hackerangriff/Stabsstelle“. Zudem ist Lehne Vorstandsmitglied der Parlamentarischen Gruppe Bahn und engagiert sich ebenfalls in den Parlamentariergruppen Japan-NRW und Israel-NRW. In der 18. Wahlperiode wurde der Jurist erneut Sprecher seiner Fraktion für Haushalt und Finanzen. Er ist zudem Mitglied im Parlamentarischen Beirat der NRW.BANK.

## Engagement
Seit Herbst 2009 ist Olaf Lehne Vorsitzender des Präsidiums des Deutschen Roten Kreuz Kreisverbandes Düsseldorf e.V. Im Freundeskreis von Yad Vashem Jerusalem in Deutschland e.V. engagierte sich Lehne zunächst als Vorstandsmitglied danach im Beirat.